# اللجنة التنفيذية الفرنسية (1848)
اللجنة التنفيذية لعام 1848 هي حكومة قصيرة العمر خلال الجمهورية الفرنسية الثانية، ترأسها فرانسوا أراغو، ومارست السلطة التنفيذية في الفترة من 9 مايو/أيار 1848 حتى 24 يونيو/حزيران 1848. خلفت هذه اللجنة الحكومة المؤقتة لعام 1848، ثم خلفها لاحقًا مجلس وزراء الجنرال كافينياك. عمل أعضاء اللجنة كرئاسة جماعية للدولة.
لم تحظَ اللجنة بالدعم في الجمعية الوطنية، وسرعان ما وجدت نفسها على خلاف مع الأغلبية المحافظة، مما جعلها عاجزة فعليًا عن إدارة شؤون الحكم على نحو فعّال. وقد أدى إغلاق ورش العمل الوطنية، الذي أشعل انتفاضة أيام يونيو، إلى تحديد مصير اللجنة التنفيذيّة. ومع اعتبار الجمعية الوطنية أن اللجنة عاجزة عن إخماد الانتفاضة، صوّتت في 24 يونيو/حزيران بحجب الثقة عنها، مما أدى فعليًا إلى حلّها، ومنحت كامل السلطات للجنرال لويس يوجين كافينياك.

## التشكيل
في مايو/أيار 1848، قررت الجمعية الوطنية إنشاء اللجنة التنفيذية بوصفها شكلًا من أشكال الرئاسة الجماعية، مشابهًا لذلك الذي أُقرّ في السنة الثالثة من الثورة الفرنسية الأولى. وقد اختير أعضاؤها من الشخصيات البارزة في الحكومة المؤقتة السابقة. وفي 9 مايو/أيار 1848، سمّت الجمعية الوطنية الأعضاء التاليين في اللجنة: فرانسوا أراغو (رئيس اللجنة)، ألفونس دو لامارتين، لويس أنطوان غارنييه-باجيس، ألكسندر أوغست لدرولان، وبيير ماري دو سان-جورج. وقد عمل هؤلاء الأعضاء مجتمعين كرئاسة للدولة.
كان لامارتين يُنظر إليه من قِبل الكثيرين بوصفه ممثلًا للنظام واحترام الملكية، بينما كان لدرولان يُجسّد العنف والشيوعية. ومع ذلك، استخدم لامارتين تفويضه الشعبي القوي لفرض إدراج لدرولان كأحد أعضاء اللجنة التنفيذية، وهو ما قوّض بدرجة كبيرة من مصداقيته. تبقى دوافع لامارتين غير واضحة، لكن ربما كان يخشى أن تميل موازين القوى بشدة لصالح المحافظين.

لم يُسند إلى أعضاء اللجنة التنفيذية حقائب وزارية مباشرة، بل عيّنت اللجنة في أول اجتماع لها في 11 مايو/أيار 1848 وزراء لتولي تلك الحقائب. وكان جميع هؤلاء الوزراء من الجمهوريين المعتدلين، باستثناء فرديناند فلوكون. وقد جعل هذا التشكيل الحكومي غير مرضٍ لكلٍّ من الأغلبية المحافظة في الجمعية الوطنية، وكذلك اليسار الراديكالي.